# David Verlič
David Verlič, slovenski multimedijski aktivist, elektrotehnik računalništva, režiser, montažer, fotograf * 19. oktober 1971, Šempeter pri Gorici.

## Življenje in delo
Verlič je obiskoval Tehniški šolski center Nova Gorica. Objavljal je članke v goriškem časopisu OKO, deloval je v Kulturnem centru Mostovna v Novi Gorici, moderiral je tedensko oddajo na radiu Robin v Novi Gorici. Od 2009 do 2011 je produciral televizijsko oddajo Videofronta. Trenutno se ukvarja s fotografiranjem in video snemanjem.
Je ustanovitelj kulturnega društva Klub Zagon in član Društva humanistov Goriške. Poezijo je objavljal v Primorskih srečanjih in v Blogoziji. Kratke zgodbe je objavljal v Kaju, Masinfu in Študjozu.

## Radijske oddaje
- Kotiček časopisa OKO (Radio Robin, 2000-5)
- Radio Mostovna (Radio Robin, 2006-2008)

## Video posnetki

### Oddaje
- Na Podstrešju (TV Vi-Tel, ?)
- Vem (TV Vi-Tel, ?)
- Videofronta, 1. sezona (TV Primorka, 2009-2010)
- Videofronta, 2. sezona (TV Primorka, 2010-2011)

### Dokumentarni filmi
- Otvoritev Galarije TIR (KC Mostovna, Solkan, januar 2006)
- Otvoritev E-hiše - dolga verzija (september 2008)
- Otvoritev E-hiše - kratka verzija (september 2008)
- Nova Gorica, Mesto mladih (v sodelovanju z Jako Čurličem, 2009)

### Kratki reportažni filmi
- Pandemonium Clothing (KC Mostovna, Solkan, april 2011)
- Festival znanosti 2014 (Nova Gorica, september 2014)
- Infosek 2014 (Perla, Nova Gorica, v sodelovanju z Dejanom Gregoričem, november 2014)

### Kratki filmi
- Napor (december 2005)
- Rožicica (v sodelovanju z Adijem Lasićem, oktober 2006)
- One day (v sodelovanju z Adijem Lasićem, december 2007)
- Bevkov trg (marec 2008)
- Forest Nymphs (maj 2008)
- Slapped (december 2008)
- The night walk (december 2008)

### Glasbeni posnetki
- Damir Avdić live in Nova Gorica (avgust 2014)
- Prishomodo Pop live in Nova Gorica (avgust 2014)
- Avtomboili live in Nova Gorica (december 2014)